# Green NCAP
Green NCAP és un programa d'avaluació de vehicles verds allotjat i recolzat pel Programa europeu d'avaluació de cotxes nous (Euro NCAP) en cooperació amb els governs europeus. L'Organització disposa de laboratoris de proves a vuit països europeus i pretén augmentar la conscienciació sobre l'impacte ambiental dels vehicles. El primer conjunt de resultats es va publicar el 28 de febrer de 2019.
A Març 2019, the organisation considers only energy used while driving, however it plans to expand testing procedures further, in order to cover the entire life-cycle of the car as well as the range of the electric vehicles.

## Procediment d'assaig
La prova es divideix en dues etapes principals. La primera és una prova al dinamòmetre del xassís, seguint el procediment WLTP, amb una lleugera modificació: la temperatura es posa a 14 °C (57 °F), que s'aproxima a la mitjana europea, i el vehicle té els llums, l'aire condicionat i altres sistemes típics encesos, alhora que transporta una càrrega útil realista. En total es realitzen cinc proves WLTP equivalents.
La segona part inclou proves de carretera amb un sistema de mesurament d'emissions portàtil que s'adhereix a les emissions reals de conducció de la Unió Europea encara més ampliada. Les condicions de prova ampliades inclouen la conducció a altituds de 0 a 1300 metres sobre el nivell del mar i temperatures ambientals de −7 a 35 °C (19 a 95 °F).

## Puntuació
La puntuació es divideix en Valoració general (entre 0 i 5 estrelles) i dos grans grups: Índex d'aire net i Índex d'eficiència energètica.
L'índex d'aire net cobreix les emissions de contaminants atmosfèrics d'hidrocarburs no cremats (HC), monòxid de carboni (CO), òxids de nitrogen ( NOx) i partícules (PN) per a cadascuna de les proves de laboratori i la prova de carretera.
L'índex d'eficiència energètica cobreix l'eficiència energètica de tot el vehicle, inclosa la resistència aerodinàmica, la fricció dels pneumàtics o la seva massa. Per a una comparació uniforme amb els vehicles elèctrics, el consum de combustible es converteix en kWh mitjançant el poder calorífic.
Green NCAP també prova les emissions de gasos d'efecte hivernacle, però no formen part de la qualificació.

## Avaluació del Cicle de Vida
L'abril de 2022, Green NCAP va publicar la seva primera avaluació del cicle de vida de 61 cotxes europeus, estimant les emissions CO2  i la demanda d'energia primària associades a la producció, l'ús i el reciclatge del cotxe. Van suposar una vida útil del vehicle de 16 anys, una distància total recorreguda de 240,000 km (149,000 milles) i va pronosticar la combinació energètica mitjana dels 27 estats membres de la Unió Europea més el Regne Unit.
Diversos mitjans de comunicació van informar dels resultats que mostren que els vehicles elèctrics més grans podrien tenir emissions de cicle de vida similars o superiors a les dels vehicles o híbrids amb motor de combustió interna. No obstant això, s'han criticat diverses suposicions fetes per l'estudi i per l'eina de Joanneum Research utilitzada en l'estudi. Aquests suposadament inclouen l'ús d'estimacions d'emissions obsoletes en la producció de bateries, emissions de producció massa elevades per als vehicles elèctrics i proves poc realistes per a l'ús d'energia.
Les estimacions d'emissions de producció de bateries van ser revisades per Joanneum Research i es podria remuntar a un problema amb una interfície de dades, i Green NCAP va proporcionar aclariments sobre els procediments de prova.
El desembre de 2022, Green NCAP va publicar una "eina d'avaluació del cicle de vida (LCA) per als consumidors" interactiva, que permet comparar els valors de l'ACV de diferents cotxes en relació al seu país, combinació energètica i ús.